# 倉林知子
倉林 知子（くらばやし ともこ、1985年3月16日 - ）は、フリーアナウンサー、世界保健機関のコミュニケーションコンサルタント。日本で唯一の現役アナウンサーの国連コンサルタント。サセックス大学大学院在学中。持続可能な開発学専攻。元さくらんぼテレビジョンのアナウンサー。

## 経歴
神奈川県出身。
東京都内のミッション系中高一貫女子校を卒業後にイギリスへ渡り、エセックス大学経済学部に入学。大学ではフランス語も履修。ストレートで卒業。
テレビ朝日アスク、東京アナウンスセミナー、日テレ学院、TBSアナウンススクールに通う。
2009年4月にさくらんぼテレビジョンに入社。アナウンサー兼報道担当記者（県政記者クラブ所属、衆議院選挙取材経験あり）・ディレクターを務めた。2010年5月退社。
その後はニチエンプロダクション所属のフリーアナウンサーとして活動。2010年11月から、日経CNBCのキャスターに加わる（出演休止期間あり）。
2013年9月をもって日経CNBCやほかの出演番組を降板、同時にニチエンプロダクションを同月末で退社した。
通訳や翻訳をこなせるほど英語が堪能であるため、NHKワールドで英語でのリポートやナレーション、その他MLBやPremier Leagueなどのイベントや式典で英語司会などもこなす。
2017年に開催した「ウィンドサーフィン　RS:X ワールドカップ江の島」の日本招致プレゼンもオマーンにて英語で行い、見事成功させている。
2019年3月1日からは「2019シーズン東北楽天ゴールデンイーグルス」球団オフィシャルリポーターとして、球団の主催試合全てで中継リポーターとして出演している。
また、自身も大学卒業まで体育会系の部活に所属していたためプロ野球、高校野球や各種マラソン大会、東レ パン・パシフィック・オープン・テニストーナメントなどのテニス、世界水泳選手権などスポーツの仕事も多数している。
2020年からは国際農業開発基金にてメディアリレーションズアンドアウトリーチ(広報) コンサルタント、パートナーシップコンサルタントの仕事をしている。本人は「アナウンサーになった時に諦めた「国連で働いて飢えや貧困で苦しんでいる人たちを助ける」という小学校の頃からの夢が少し叶いました」とコメントしている。
2023年に世界銀行の教育のためのグローバルパートナーシップに、2024年には世界保健機関に移籍。コミュニケーションコンサルタントとして働いている。
2024年秋にイギリスのサセックス大学大学院に入学。日本で仕事を続けながら修士号取得を目指すことが公表された。

## 人物
- 趣味はスポーツ（観戦とプレー両方、特に野球とアーティスティックスイミング、サッカー、テニス）、ボランティア活動、ガーデニング、琴、料理、ゴルフ、紅茶。野球はスコアブックをつけることができる。
- 特技は「国籍に関係なく友達になれること」。
- 英語とフランス語を習得している。TOEICは970点。
- エセックス大学 ビジネススクール「生活費の危機～世界経済はどのように対応するのか～」修了
- 国際連合人権高等弁務官事務所、国連平和大学、国連大学グローバルヘルス研究所「持続可能な開発目標の実現のための発展の権利」修了
- 国際通貨基金「エコノミスト養成講座」修了。
- エセックス大学 ビジネススクール「21世紀のビジネスの現実～持続可能性と社会的意識～」修了
- イーストアングリア大学 「国際開発学」修了
- ロンドン大学 「公的財政管理」修了
- その他、書道２段、珠算・暗算検定や日本サッカー協会認定サッカー審判、アスリートフードマイスター、フェアトレードコンシェルジュ、フードアナリストなどの多数の資格を保有している。
- 3歳に水泳とクラシックバレエを始め、小学生時代にはバスケットボール、中学生・高校生では陸上競技（800mで地区大会３位）、テニス、大学時代はダンス、社会人になってからはマラソンを走るなど、運動経験が豊富である。
- 「中学時代から国際協力や奉仕活動に興味がある」と本人がコメントしているように ボランティア活動を中学1年生の時に初めて経験して以来、NPO・NGOや福祉施設、特別養護老人ホームなどで折に触れて活動を行なっている。最も印象に残っているのは、インド旅行の際にマザー・テレサの家で行った活動[3]。
- 東京都防災（語学）ボランティア、東京都外国人おもてなし語学ボランティアや横浜市の通訳ボランティアにも登録している。
- ブリティッシュ・カウンシル、東京都や千葉県の高校、大学などで正規留学やマスコミ就職に関する講演も行っている。
- 愛称は「ともこ」「ともちゃん」。千葉県では高等学校野球連盟からの依頼で2012年から場内アナウンスを県内の女子マネージャーたちに教えるアナウンスの講師もしている。加えて、本人もプライベートで千葉県大会を観に行っている。
- 好きな色はピンク。
- 好きな食べ物はフルーツ（特に桃）、白玉あずき、モンブラン、チーズケーキ、トライフル、シェパーズパイ、チーズ。
- 世界遺産めぐりが好き。
- 本人は「自覚症状がない」ようだが、スタッフにはよく「天然」と言われるらしい。
- 駐日英国大使館公認の英国アンバサダー
- 日経クロスウーマンアンバサダー

## 出演番組

### さくらんぼテレビジョン時代
- FNNスピーク
- SAYスーパーニュース（フィールドキャスター、メインキャスター）
- SAY's SELECTION（ナビゲーター）

### フリー転向後
- ビジネスヘッドライン（日経CNBC、2010年10月 - 2013年9月）
- TOKYOマーケットウォッチ（日経CNBC、2010年10月 - 2013年9月）
- 日米マーケットリレー朝エクスプレス（日経CNBC、2010年10月 - 2013年9月）
- 昼カブ投資相談室（日経CNBC、2010年10月 - 2013年9月）
- アール・エフ・ラジオ日本 ニュースアナウンサー (2011年 - )
- 高校野球ダイジェスト（千葉テレビ放送、2011年・2015年[4]）
- 高校野球全力応援TV ガチファン（千葉テレビ放送、2014年）
- NHKワールド 「NEWSLINE」「News Room Tokyo」英語リポーター、英語ナレーション、英文記者 (出演中)
- SPO-NOW（FM NACK5、2015年 - 2017年）東レ パン・パシフィック・オープン・テニストーナメント、さいたま国際マラソン　リポーター、英語インタビュアー
- NACK5 SATURDAY&SUNDAY LIONS、NACK5 SPORTS WORLD（FM NACK5、2016年3月 - 2017年12月）スポーツキャスター
- テレビ神奈川 横浜マラソン中継リポーター (2016年 - 2017年)
- パ・リーグTV 埼玉西武ライオンズ 中継リポーター (2017年)
- スポナビライブ  埼玉西武ライオンズ 中継リポーター (2017年)
- 東北楽天ゴールデンイーグルス 球団オフィシャルリポーター (2019年)
- 東北楽天ゴールデンイーグルス主催試合中継リポーター (2019年)
- J-SPORTS  東北楽天ゴールデンイーグルス 試合中継リポーター (2019年)
- BS12 トゥエルビ  東北楽天ゴールデンイーグルス 試合中継リポーター (2019年)
- パ・リーグTV  東北楽天ゴールデンイーグルス 試合中継リポーター (2019年)
- DAZN  東北楽天ゴールデンイーグルス 試合中継リポーター (2019年)
- Rakuten TV  東北楽天ゴールデンイーグルス 試合中継リポーター (2019年)
- At Eagles  東北楽天ゴールデンイーグルス 試合中継リポーター (2019年)
- J-SPORTS もっと野球好き 横浜DeNAベイスターズ (2021年 -)

### その他
- 湘南国際マラソン バイリンガルMC (2012)
- MLB 選手トークショー バイリンガル司会兼通訳(2014)
- ウィンドサーフィン RS:X ワールドカップ2017日本誘致プレゼンター(2015)
- 東京マラソン VIPパーティー英語司会兼通訳(2015)
- さいたま国際マラソン バイリンガル大会MC (2018、2019)
- マンチェスター・シティFC 選手トークショーバイリンガル司会兼通訳 (2019)
- ラグビーワールドカップ2019 英語司会兼通訳
- 日韓シンポジウム「コロナ禍での災害ボランティア」バイリンガル司会 (2020)
- 文部科学省 「スキームDピッチイベント」オンライン司会 (2021)
- 「アジアスマートシティ会議」英語司会 (2021 - )
- 国際観光振興機構(日本政府観光局)「オンラインMICEセミナー～ ADVANCED ～」バイリンガル司会（2022）
- 世界水泳選手権2023福岡大会アーティスティックスイミング会場　スタジアムMC (2023)
- 世界マスターズ水泳選手権2023九州大会アーティスティックスイミング会場　英語スタジアムMC (2023)
- 一般財団法人ALL NATIONS BASEBALL主催「東日本大震災チャリティーマッチ」スタジアムMC (2023)
- 東京都主催手話イベント「TOKYOみみカレッジ」司会 (2023)
- 「生物多様性国際ユース会議 横浜 2024」 英語司会（2024）
- 警視庁 1日司令本部長就任式、山形県つや姫 販売促進イベント、千葉県主催の福祉イベント、各種マラソン大会、スポーツイベント、記者発表会、コンサートなどの日本語司会
- 四季報オンライン 「キャスターカブ猛勉強中」経済コラム連載
- SankeiBiz 経済記事連載
- 週刊ベースボール プロ野球記事連載
- 文春野球[5] プロ野球記事連載
- Full-Count プロ野球記事連載
- YAMAHA英会話「YES PRESS」キャリアインタビュー掲載。テーマは「英語を使って仕事をしている人」。
- 有名英語通信教育のリスニング教材に「ネイティブスピーカーの表現」として音声が掲載。
- 日経ウーマン 「おひとり時間のアプリ活用術」
- 千葉県主催「ちばの魅力発信隊」オンラインセミナー講師
- 千葉県高等学校野球連盟 アナウンス講師